# Емма Маккеон
Емма Маккеон (англ. Emma McKeon, нар. 24 травня 1994, Вуллонгонг, Австралія) — австралійська плавчиня, п'ятиразова олімпійська чемпіонка (2016 і 2020). Виграла 17 медалей, в тому числі чотири золотих, на чемпіонатах світу з водних видів спорту; і 12 медалей, в тому числі вісім золотих, на Іграх Співдружності в Глазго 2014 року і Голд-Кості 2018 року. Рекордсменка серед всіх австралійців за кількістю олімпійських нагород за кар'єру (11), за кількістю золотих нагород ділить рекорд з Іаном Торпом (по 5). За кількістю медалей на одних Олімпійських іграх серед жінок ділить рекорд з радянської гімнасткою Марією Горохівською (по 7).

## Виступи на Олімпійських іграх
| Олімпіада  | Дисципліна                      | Місце |
| ---------- | ------------------------------- | ----- |
| Ріо 2016   | 4×100 м вільним стилем          | 1     |
| Ріо 2016   | 4×100 м вільним стилем          | 2     |
| Ріо 2016   | 4×100 м комплексом              | 2     |
| Ріо 2016   | 200 м вільним стилем            | 3     |
| Токіо 2020 | Естафета 4×100 м вільним стилем | 1     |
| Токіо 2020 | 100 м вільним стилем            | 1     |
| Токіо 2020 | 50 м вільним стилем             | 1     |
| Токіо 2020 | Естафета 4×100 м                | 1     |
| Токіо 2020 | 100 м батерфляєм                | 3     |
| Токіо 2020 | Естафета 4×200 м вільним стилем | 3     |
| Токіо 2020 | Естафета змішана 4×100 м        | 3     |